# محمد دانشپور
محمد دانشپور (زاده ۱۳۲۹ تهران - درگذشته ۲۳ اردیبهشت ۱۳۸۵ تهران ) سرتیپ خلبان اف-۵ نورثروپ و گرومن اف-۱۴ تام‌کت نیروی هوایی شاهنشاهی و نیروی هوایی ارتش جمهوری اسلامی ایران بود، که در خلال جنگ ایران و عراق، از فرماندهان نیروی هوایی ارتش به‌شمار می‌آمد. وی به‌علت خدماتش در جنگ، در خردادماه ۱۳۶۹ نشان درجه دو فتح دریافت کرد.

## زندگی‌نامه
دانشپور در سال ۱۳۴۷ وارد دانشکده خلبانی نیروی هوایی ارتش شد و از سال ۱۳۵۰ فعالیت رسمی در ارتش شاهنشاهی ایران را آغاز کرد. وی در عملیات‌های فتح‌المبین و طریق‌القدس حضوری فعال داشت. وی پس از جنگ در مناصبی چون فرمانده پایگاه هشتم شکاری، معاونت اطلاعات و عملیات نیروی هوایی ارتش، معاونت هماهنگ‌کننده نهاجا و معاونت اطلاعات و عملیات ستاد کل نیروهای مسلح فعالیت داشت.

## سوابق
محمد دانشپور به علاوه تعداد انگشت شماری از خلبانان با تجربه و جوان F-5، در اوایل دهه ۵۰ خورشیدی به منظور استقلال کامل از امریکایی‌ها در تربیت خلبانان تازه وینگ گرفته، جهت دوره «رزمی» یا به اصطلاح «تاکتیکال» شکاری F-5 و همچنین سرعت بخشیدن به روند آموزش این دوره در ایران، برای طی دوره F.L.I.T و P.I.T به آمریکا اعزام شدند. این دوره‌ها که در پایگاه هوایی «ویلیامز» در شهر «فینیکس» آریزونا برگزار می‌شد شامل چهار سرفصل و بخش مجزا، به ترتیب «معلم‌خلبان عمومی»، «معلمِ معلم‌خلبان عمومی»، «معلم‌خلبان تاکتیکی»، و «معلمِ معلم‌خلبان تاکتیکی»، بود. این دوره، همان‌طور که از سر فصل‌هایش پیداست، دوره ای فوق‌العاده مفصل است و در حقیقت گرانقیمت‌ترین دوره ای بود که برای خلبانان F-5 خریداری می‌شد. در دوره مزبور، آخرین دستاوردهای رزمی و عملیاتی خلبانان F-5 در سراسر دنیا، در کنار آموزش‌های مربوط به فن معلمی، به شاگردان آموخته می‌شد. در کنار این دورهٔ سنگین و ارزشمند، جناب دانشپور، دوره A.W.I.C را نیز با موفقیت و نمره بالا پشت سر گذاشته و به معنای واقعی کلمه، یک خلبان همه فن حریف F-5 بود. حروف A.W.I.C مخفف کلمه «دوره معلمی شیوه‌های پیشرفته بکارگیری سلاح‌ها» است و این دوره در حقیقت حرف اول و آخر در زمینه تاکتیک‌ها و تکنیک‌های اثبات شده در رزم هوا به زمین محسوب می‌شود.